# Кнемидокоптоз
Кнемидокоптоз — акариаз птиц, вызываемый клещами рода Knemidokoptes, характеризуется зудом кожи, дерматитом, некрозами фаланг, снижением продуктивности.
Наиболее характерны поражения ног птиц — паразиты прогрызают в коже лабиринты, в которых живут. При этом приподнимаются роговые чешуйки, покрывающие ноги, а кожа области плюсны становится бугристой. Патогенное действие клещей заключается не только в механическом разрушении элементов кожи, но и в токсическом воздействии их на организм птицы. При запущенном заболевании может развиться воспаление суставов или некроз фаланг пальцев.
Болеют куры, домашние индейки, фазаны, канарейки, голуби, попугаи, мелкие воробьиные птицы и др. У здоровых птиц болезнь протекает субклинически. При сочетании с другим заболеванием, опухолями, стрессом, неправильном кормлении, клещи начинают беспрепятственно размножаться и вызывать патологические изменения на клюве, конечностях и в клоаке.
Возбудители — клещи Knemidokoptes mutans и К. laevis; подотряд Acariformes (надсемейство Sarcoptoidea, семейство Sarcoptidae).
К. mutans паразитирует в ногах птиц, имеет округлое, грязно-серого цвета тело размером 0,1—0,47 мм. У самки на концах ног по два коготковидных зубчика, у самца — стерженьковые присоски и пучок щетинок.У самки ноги короче, чем у самца и без присосок. На спинной поверхности самки заметны соскообразные возвышения. Все фазы развития (яйца, личинка, 1-я и 2-я нимфы, имаго) проходят на теле хозяина. В местах развития клещей, книзу от скакательного сустава, возникают гиперемия, зуд, сероватые узелки, оттопыривающие роговые чешуйки. Кожа становится грубобугристой. В начальной стадии болезни куры подолгу стоят на одной ноге и стараются ударять клювом по поражённым участкам. Роговые чешуйки отпадают, корки разрастаются, появляются трещины с сукровичным отделяемым, поверхность конечностей приобретает грязно-сероватый цвет (известковая нога). Возможны развитие некроза и отторжение пальцев. В этом случае куры лежат и могут погибнуть.
К. laevis имеет округлое, желтоватое тело. Паразитируют в складках кожи и около перьевых влагалищ. В местах поражения развиваются гиперемия, зуд, очаговые оголения кожи, покрытые узелками и поверхностными травмами. Характерны скопления эпидермальных корок около перьевых очинов.
Для человека этот клещ не опасен; попав на кожу человека, он живёт не более пары дней, потому что не приспособлен питаться на теле человека.